# Breguet 14
O Breguet 14 foi um biplano francês, aeronave bombardeiro e de reconhecimento da Primeira Guerra Mundial. 

## História
Foi construído em larga escala e com produção contínua por muitos anos após o final da guerra. Apesar de seu extenso uso, foi a primeira aeronave de produção em massa a utilizar grande quantidade de metal ao invés de madeira em sua estrutura. Isto possibilitou que ela fosse mais leve do que as de estrutura de madeira comparadas com o mesmo comprimento, tornando a aeronave mais veloz e ágil para o seu tamanho, capaz de superar muitos dos caças de sua época. Sua construção forte foi capaz de aguentar muitas avarias, de fácil comércio e boa performance. Breguet 14 é considerado uma das melhores aeronaves da Primeira Guerra.
Este biplano iniciou a carreira no domínio militar, como aeronave de reconhecimento e bombardeamento. O protótipo, que foi posto a voar pelo seu criador, Louis Breguet, em novembro de 1916, deu origem a uma série de cerca de 4.000 aviões de observação e 1.600 bombardeiros, iniciando o serviço no Verão de 1917. A aeronave era propulsionada por um motor Renault de 12 cilindros em V, desenvolvendo 300 cavalos. Esta potência permitia transportar 300 kg de bombas, para além de uma metralhadora sincronizada, na parte dianteira da fuselagem, e um par de metralhadoras na parte traseira, que são utilizadas pelo segundo membro da tripulação.
Após esta função bélica, o biplano foi empregue no domínio civil. Foram exportados para todo o mundo com o propósito de serem utilizados como aviões de transporte, de cabina fechada, enquanto o piloto tinha a cabeça ao ar livre. O modelo civil 14T permitiu a Louis Breguet criar a Compagnie des Messageries Aériennes. Algumas aeronaves desmilitarizadas foram compradas pela Sociedade Latécoère, depois de o seu Presidente e Director-Geral, Pierre Latécoère decidiu abrir linhas postais em África e na América do Sul. Nas mãos de Jean Mermoz, de Antoine de Saint-Exupéry e de muitos outros pilotos, o Breguet 14 desbravou a «Linha», a serviço da Aéropostale.
Seguindo o sucesso alcançado pela França, o modelo foi também encomendado pelo Exército belga (40 aeronaves) e Serviço Aéreo americano (mais de 600 aeronaves). Cerca da metade das aeronaves belgas e americanas foram equipadas com motores Fiat A-12 devido a escassez dos originais Renault 12F. Ao final da Primeira Guerra, cerca de 5.500 Breguet 14 tinham sido produzidos. 
O modelo continuou a ser amplamente utilizado depois da guerra, equipando as Forças de ocupação francesas na Alemanha e sendo utilizado como apoio às tropas nas colônias. Uma versão especial foi desenvolvida para as condições severas encontradas nas travessias oceânicas, designado 14TOE (Théatres des Operations Extérieures). Eles prestaram serviços derrotando insurreições na Síria e Marrocos, no Vietnam e nas intervenções da França na Guerra Civil Russa. A última aeronave a serviço do Exército francês esteve em atividade até 1932. Outros exércitos utilizaram essas aeronaves inclusive a Força Aérea Brasileira, conhecida na época como Aviação Militar Brasileira, pois não era um ramo independente do Exército Brasileiro (30), a China (70), a Checoslováquia (10), a Dinamarca, a Finlândia (38), a Grécia, a Aviação Militar do Exército Imperial Japonês, o Sião, o Uruguai (9) e a Segunda República Espanhola, seguida pelo Estado Espanhol, que operou as aeronaves que se revoltaram contra a república na Guerra Civil, modelos que continuaram operacionais até ao menos 1942. A Força Aérea Polonesa utilizou 158 Breguet 14, cerca de 70 deles foram usados em combate na guerra polaco-soviética de 1920. No Japão, os Breguet 14 foram autorizados a construção pela Nakajima.
Após a guerra, Breguet começou a dedicar-se à fabricação das versões civis. O 14T.2 Salon transportava dois passageiros em uma fuselagem especialmente modificada. Uma versão melhorada deste foi o 14Tbis fabricado para operar em terra e água (hidroavião).

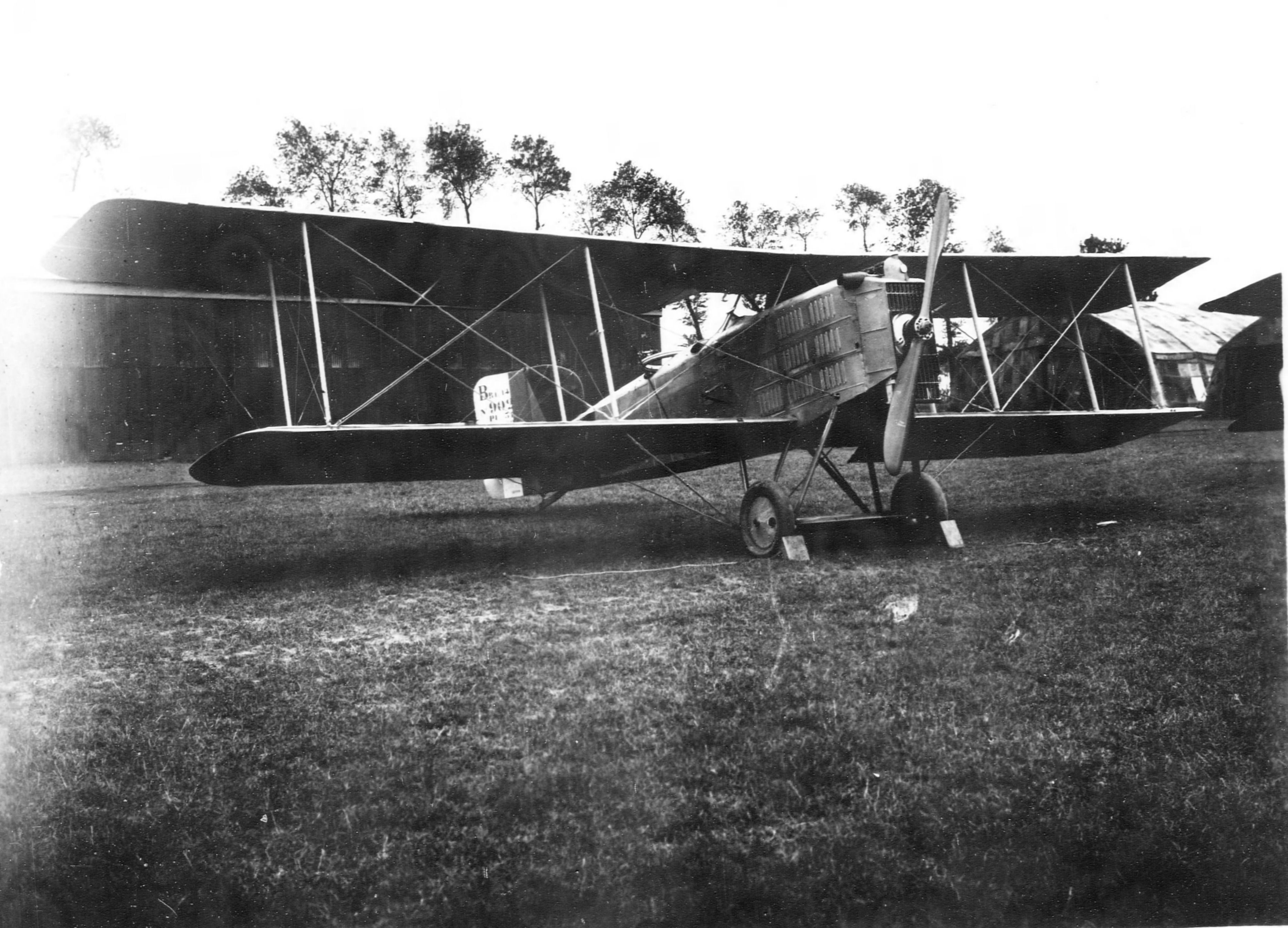
Breguet 14 do Serviço aéreo No. 2, Romorantin Aerodrome, França, 1918, Serviço Aéreo do Exército dos Estados Unidos

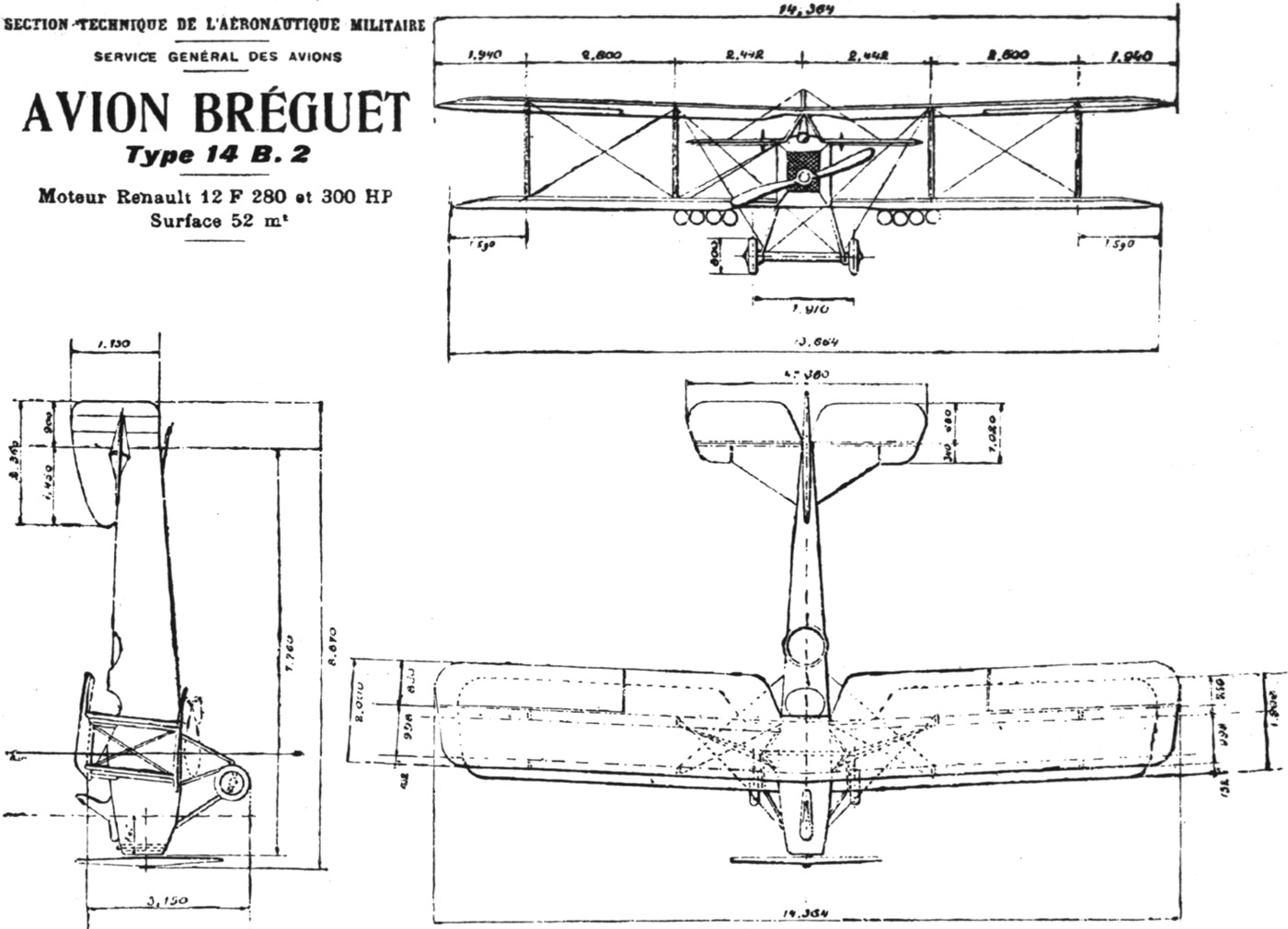
Breguet 14 B.2

## Especificações (14B.2)
Dados de: Taylor Combat Aircraft of the World.
Descrições gerais
- Tripulação: 2
- Capacidade: 300 kg (661 lb) de carga útil
- Comprimento: 8,87 m (29 ft)
- Envergadura: 14,36 m (47 ft)
- Altura: 3,30 m (11 ft)
- Área alar: 47,50 m² (511 ft²)
- Peso vazio: 1 010 kg (2 230 lb)
- Peso de decolagem: 1 536 kg (3 390 lb)

Motorização
- Número de motores: 1x
- Tipo do motor: Motor a pistão
- Fabricante/modelo: Renault 12Fe
- Potência por motor: 300 hp (224 kW)

Performance
- Velocidade máxima: 175 km/h (109 mph)
- Velocidade total em Nó: 95 kn (176 km/h)
- Alcance bélico: 900 km (559 mi)
- Razão de subida: 2,92 m/s
- Tecto de serviço: 6 000 m (19 700 ft)
- Carga alar: 32 kg/m² com peso máximo de decolagem

Armamentos
- Metralhadoras/canhões: 

  - 1x Vickers fixa de 7,7 mm (0,303 in)
  - 2x Lewis flexíveis de 7,7 mm (0,303 in)
- Bombas: 300 kg (661 lb) de bombas